# Ribécourt Road Cemetery
Le cimetière «  Ribécourt Road Cemetery, Trescault » est un cimetière militaire de la Première Guerre mondiale situé sur le territoire de la commune de Trescault (Pas-de-Calais), route de Ribécourt-la-Tour Nord.

## Historique

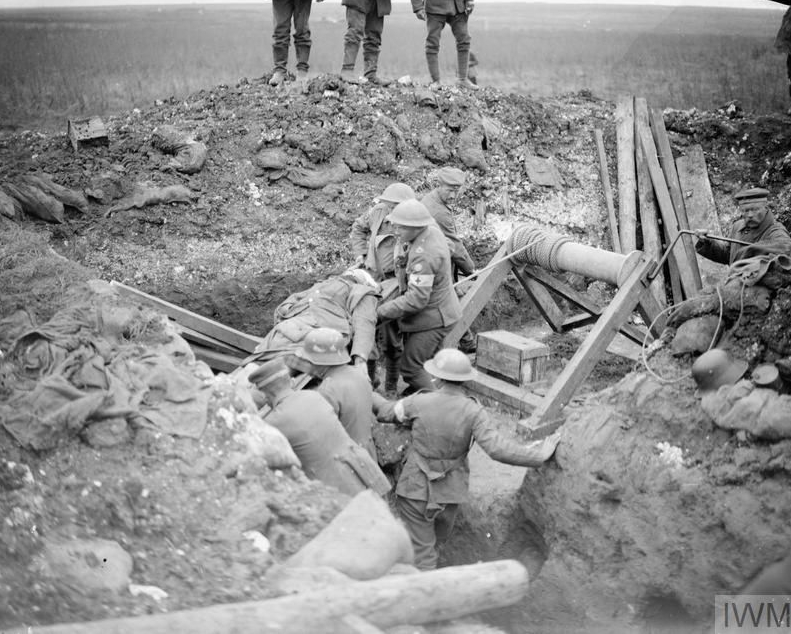
Prisonniers allemands hissant des blessés britanniques depuis un poste de secours avancé. Secteur de la 51e Division, près de Trescault, 20 novembre 1917. © IWM (Q 6282).

Trescault fut occupé par les Allemands dès le début de la guerre, le 28 août 1914, et le resta jusqu'en novembre 1917, date à laquelle il fut repris par les forces du Commonwealth. Il fut perdu en mars 1918 lors des attaques allemandes de la bataille de Cambrai. Le secteur a finalement été repris aux Allemands le 12 septembre 1918 après de violents combats.

## Localisation
Ce cimetière est situé à 800 m au nord-est de Trescault, sur la D17 en direction de Ribécourt-la-Tour. Il est accessible par un petit sentier gazonné d'une vindtaine de mètres.

## Caractéristiques
Ce cimetière fut commencé en novembre 1917 puis, des soldats tombés lors des combats de septembre 1918 y ont été inhumés. Il comporte les tombes de 25 soldats britanniques dont seulement 8 ne sont pas identifiés et 6 soldats néo-zélandais.

## Sépultures
| Pays             | Sépultures |
| ---------------- | ---------- |
| Royaume-Uni      | 255        |
| Nouvelle-Zélande | 6          |
| Total            | 261        |

## Caractéristiques
Ce cimetière a un plan quasi rectangulaire de 40 m sur 25 avec un petit arrondi sur le côté opposé à l'entrée où est érigée la Croix du sacrifice. Il est entièrement clos d'un mutret de mellons.

## Galerie

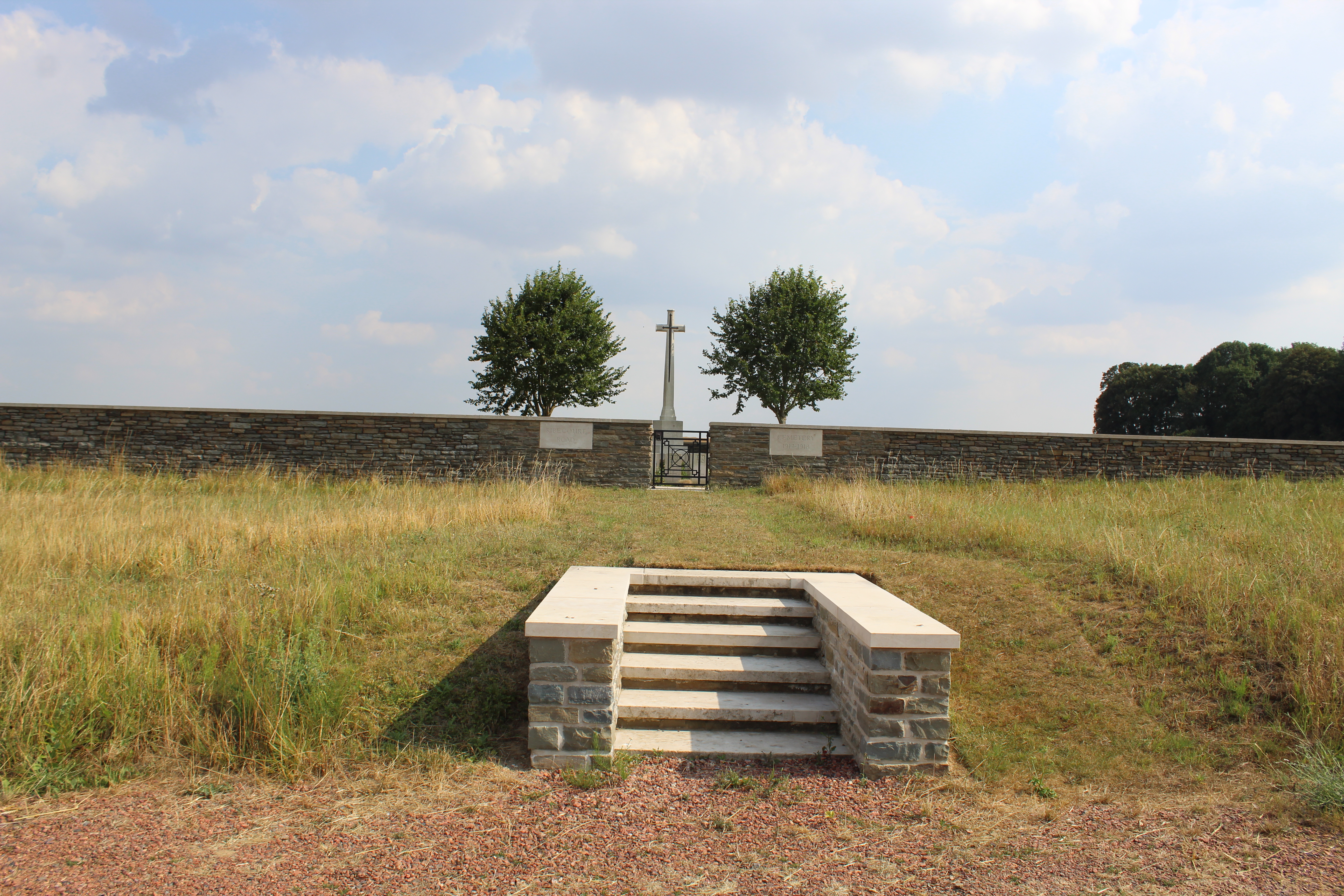
Sentier d'accès au cimetière.
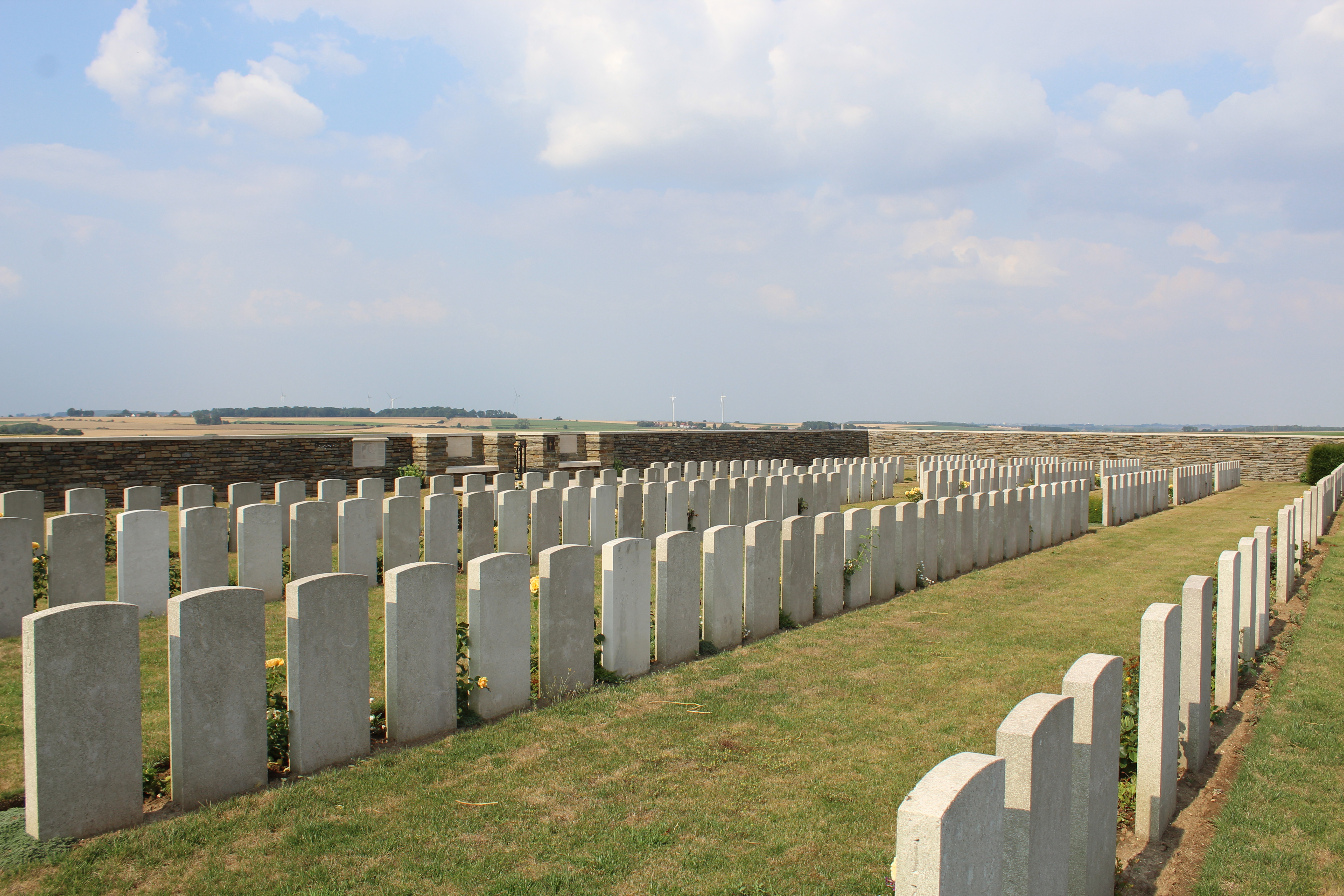
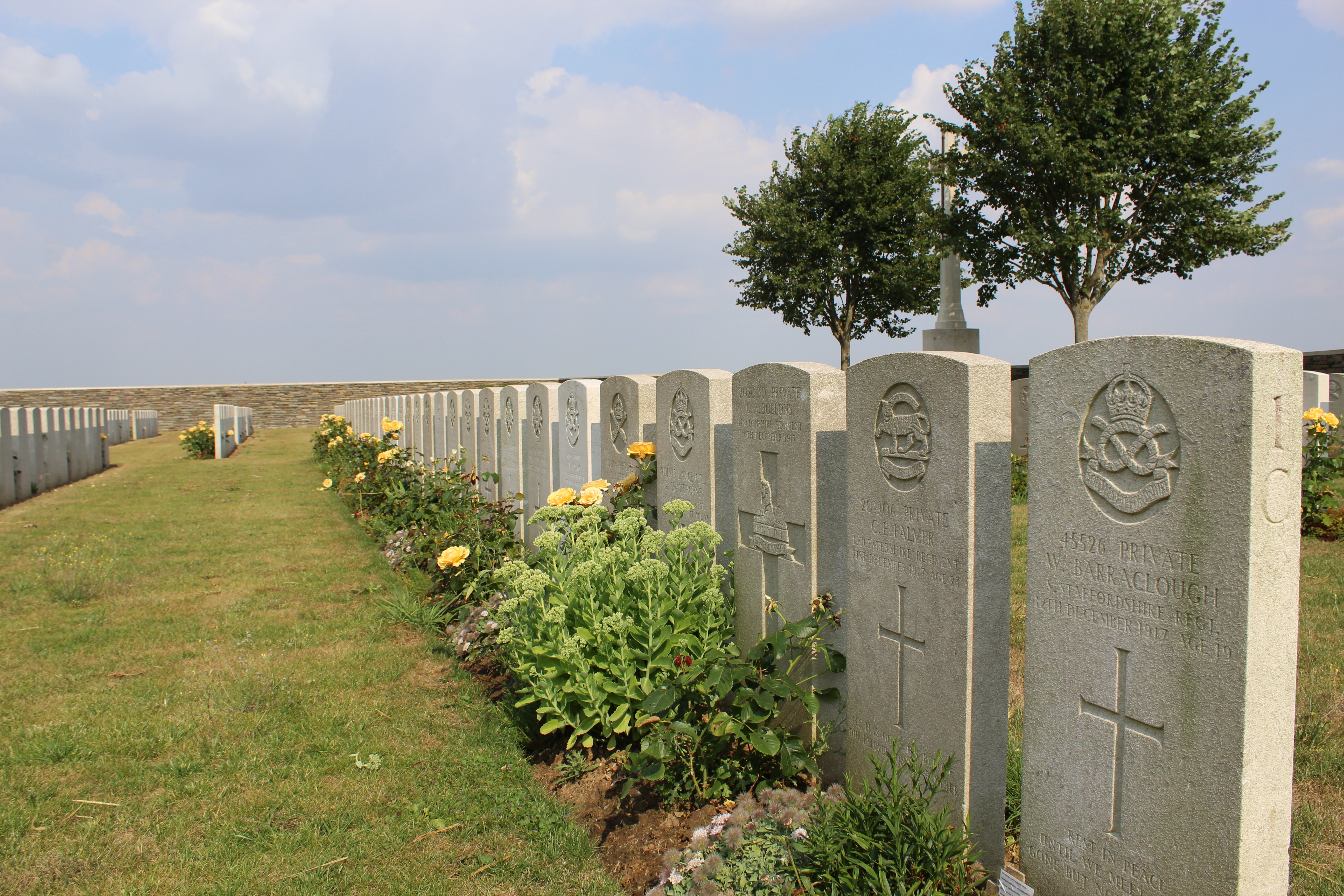
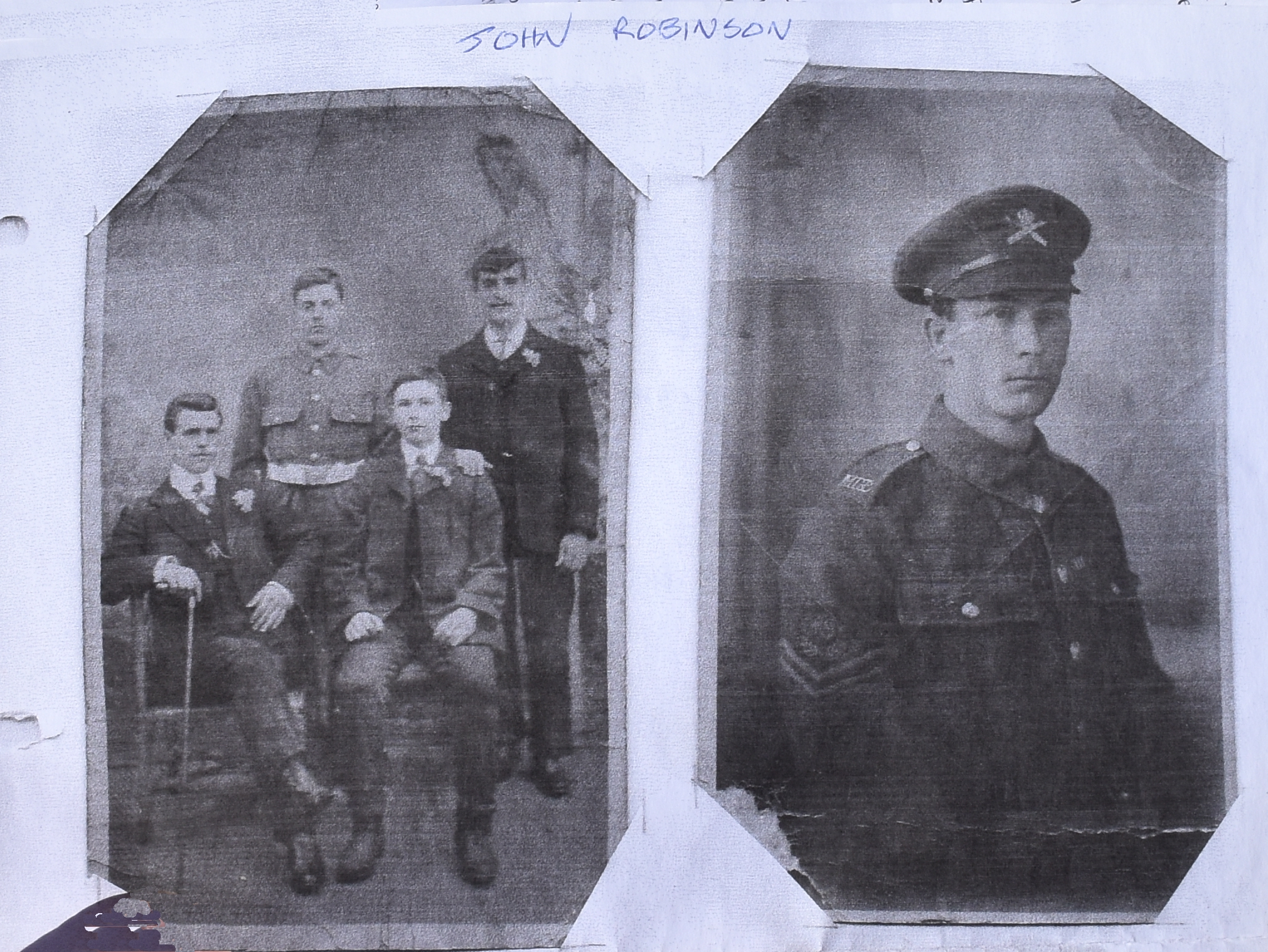
Photo du soldat John Robinson inhumé ddans ce cimetière.
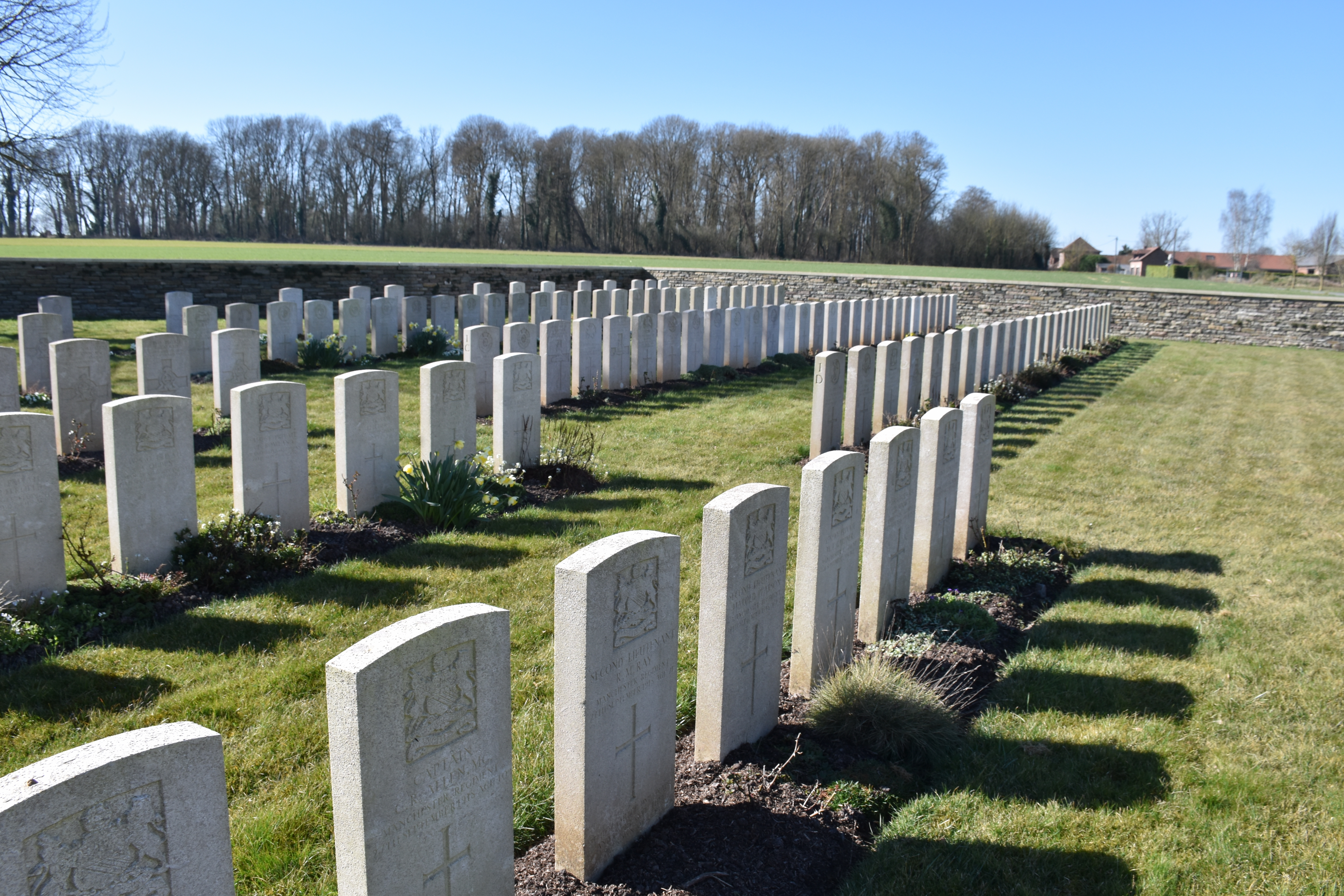
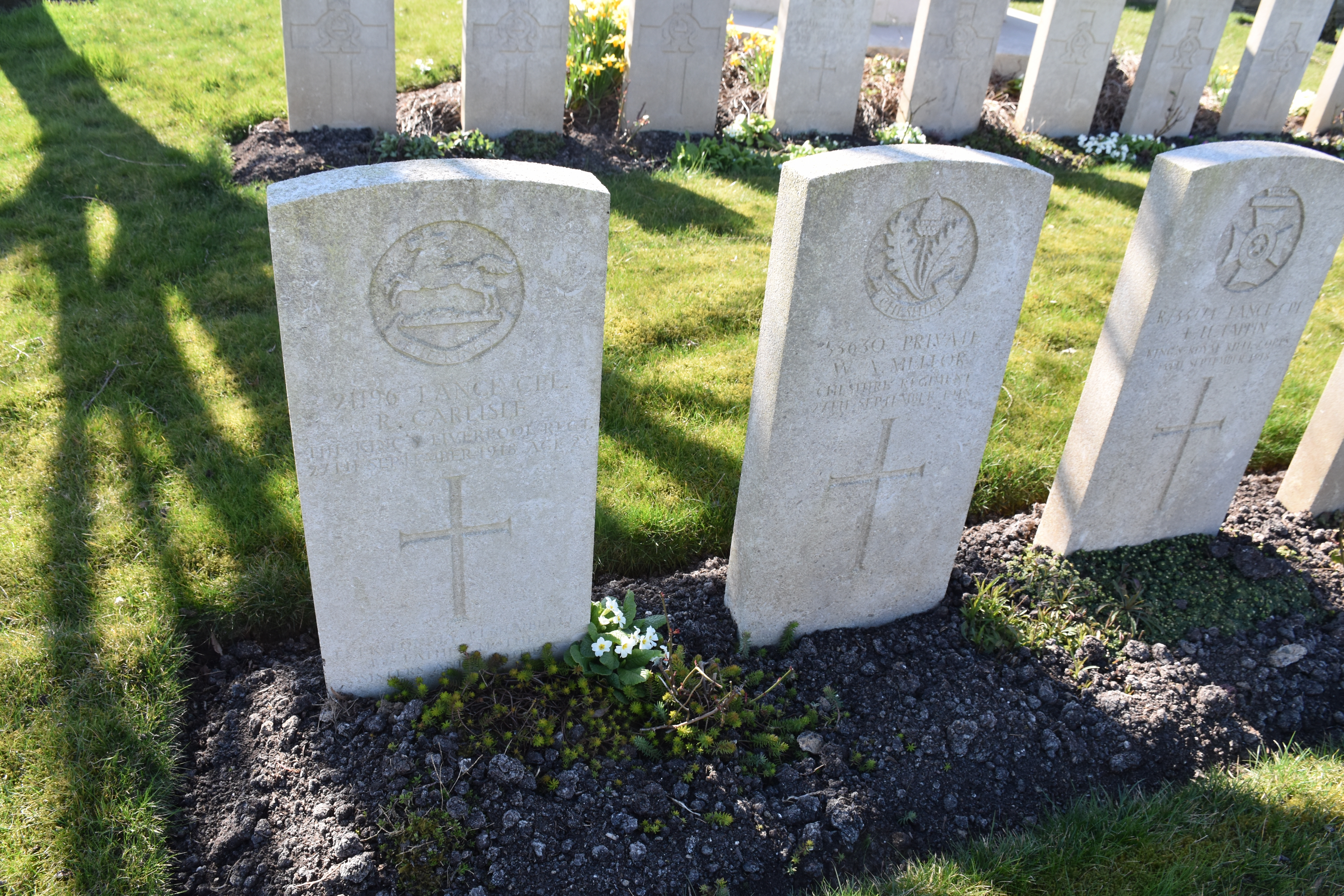
Tombes de soldats tombés le 27 septembre 1918.

## Pour approfondir